# Rungia rungiodes
Rungia rungiodes är en akantusväxtart som först beskrevs av Carl Ernst Otto Kuntze, och fick sitt nu gällande namn av Back.. Rungia rungiodes ingår i släktet Rungia och familjen akantusväxter. Inga underarter finns listade i Catalogue of Life.